# Weitersburg
Weitersburg ist eine Ortsgemeinde im Landkreis Mayen-Koblenz in Rheinland-Pfalz. Sie gehört der Verbandsgemeinde Vallendar an.

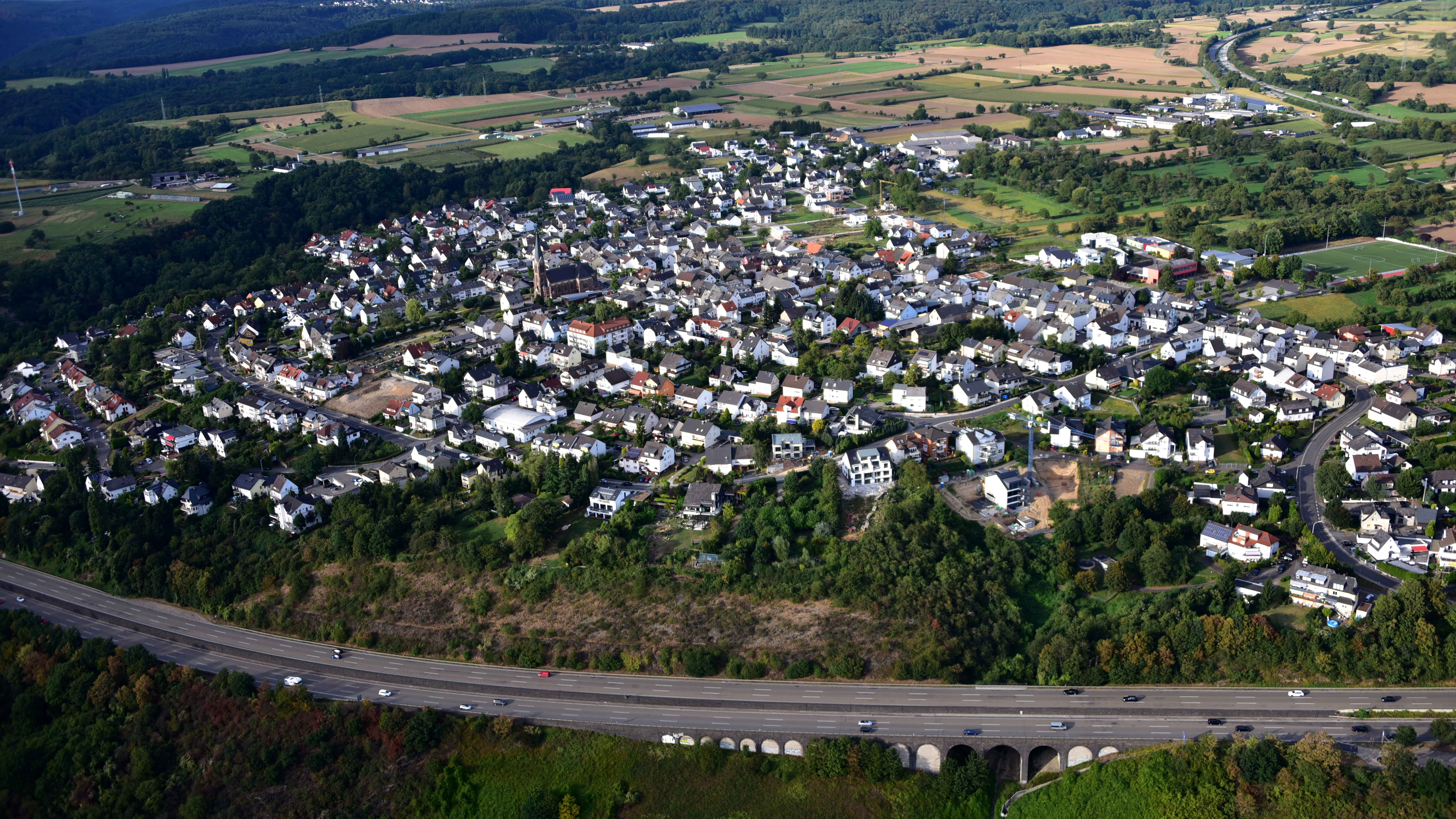
Weitersburg, Luftaufnahme (2016)

## Geographische Lage
Die Gemeinde liegt am Fuße des Westerwaldes nördlich von Koblenz.

## Geschichte
Aufgrund von Bodenfunden ist eine Besiedlung schon in der frühen Eisenzeit (8. bis 5. Jahrhundert v. Chr.) erfolgt. Um das Jahr 100 n. Chr. entstand auf dem heutigen Gemeindegebiet das Kleinkastell Ferbach.
Urkundlich wird Weitersburg erstmals im Jahr 1202 als „Withersberg“ im Zusammenhang der Stiftung der Prämonstratenser-Abtei Sayn durch die Grafen von Sayn genannt.
Bevölkerungsentwicklung
Die Entwicklung der Einwohnerzahl von Weitersburg, die Werte von 1871 bis 1987 beruhen auf Volkszählungen:
| Jahr | Einwohner |
| ---- | --------- |
| 1815 | 386       |
| 1835 | 582       |
| 1871 | 668       |
| 1905 | 914       |
| 1939 | 1.082     |
| 1950 | 1.276     |
| 1961 | 1.424     |

| Jahr | Einwohner |
| ---- | --------- |
| 1970 | 1.641     |
| 1987 | 2.048     |
| 1997 | 2.174     |
| 2005 | 2.163     |
| 2011 | 2.349     |
| 2017 | 2.449     |
| 2022 | 2486      |

## Politik

### Gemeinderat
Der Gemeinderat in Weitersburg besteht aus 20 Ratsmitgliedern, die bei der Kommunalwahl am 9. Juni 2024 in einer personalisierten Verhältniswahl gewählt wurden, und dem ehrenamtlichen Ortsbürgermeister als Vorsitzendem. Die Erhöhung von 16 auf 20 Ratsmitglieder bei der Wahl 2024 erfolgte aufgrund der Wahlrechtsvorgaben wegen einer höheren Einwohnerzahl Weitersburgs.
Die Sitzverteilung im Gemeinderat:
| Wahl | SPD | CDU | Grüne | FWG * | WGL ** | Gesamt   |
| ---- | --- | --- | ----- | ----- | ------ | -------- |
| 2024 | –   | –   | 3     | 11    | 6      | 20 Sitze |
| 2019 | –   | 7   | –     | 9     | –      | 16 Sitze |
| 2014 | 3   | 6   | –     | 7     | –      | 16 Sitze |
| 2009 | 4   | 6   | –     | 6     | –      | 16 Sitze |
| 2004 | 6   | 10  | –     | –     | –      | 16 Sitze |

### Bürgermeister
Udo Wenz (FWG) wurde am 4. Juli 2024 Ortsbürgermeister von Weitersburg. Da bei der Direktwahl am 9. Juni 2024 kein gültiger Wahlvorschlag eingereicht wurde, oblag die Neuwahl des Bürgermeisters gemäß rheinland-pfälzischer Gemeindeordnung dem Rat, der sich auf seiner konstituierenden Sitzung mehrheitlich für Udo Wenz entschied.
Der Vorgänger von Udo Wenz, Jochen Währ (FWG), hatte das Amt zehn Jahre ausgeübt und kandidierte 2024 nicht erneut als Ortsbürgermeister.

### Wappen
Das Weitersburger Wappen hat eine sehr junge Geschichte. Das Innenministerium verlieh der Gemeinde Weitersburg am 5. Juni 1950 ihr offizielles Gemeindewappen. Die Blasonierung des zweigeteilten Wappenschildes zeigt in der oberen Hälfte einen, nach der heraldisch rechten Seite blickenden, goldenen Löwen auf rotem Grunde, während die untere Hälfte ein stilisiertes, auf einem Berg stehendes, rotes Gebäude auf goldenem Grunde darstellt. Bei dem Löwen handelt es sich um das Wappentier der Grafschaft Sayn, zu welcher der Sayner Klosterhof zu Weitersburg gehörte, der in der ersten urkundlichen Erwähnung Weitersburgs 1202 genannt wird. Das Gebäude steht für das ehemalige römische Gehöft, welches im Jahre 1896 in Weitersburg entdeckt wurde.

## Sehenswürdigkeiten
- Kirche St. Marien und Mariengrotte

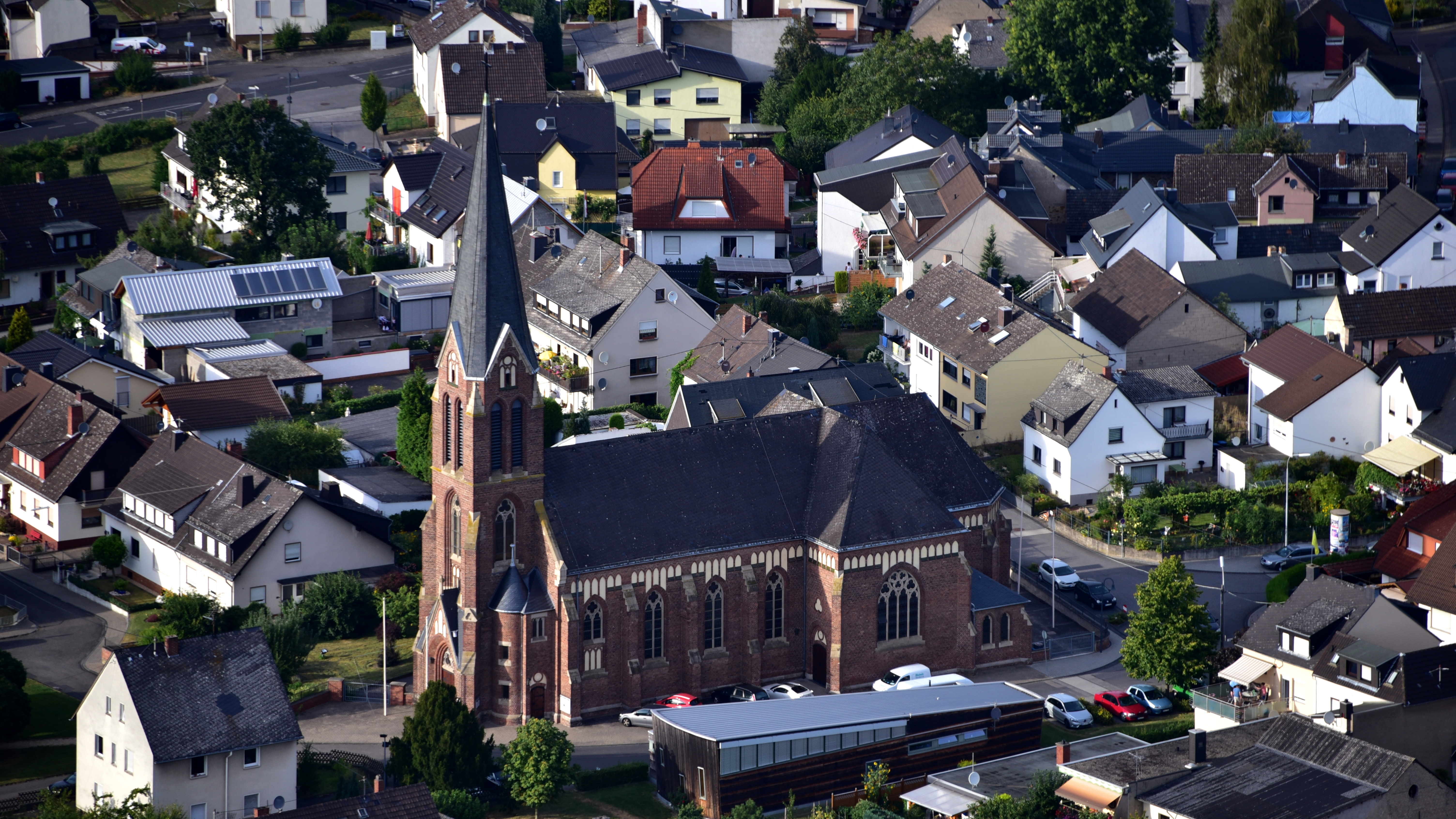
Weitersburg, St. Marien, Luftaufnahme (2016)

- Pfarrheim im Holzbaustil des Bregenzerwaldes oder auch Neue Vorarlberger Bauschule[9][10][11][12]
- Heiligenhäuschen
- Peter-Friedhofen-DenkmalPeter-Friedhofen-Denkmal

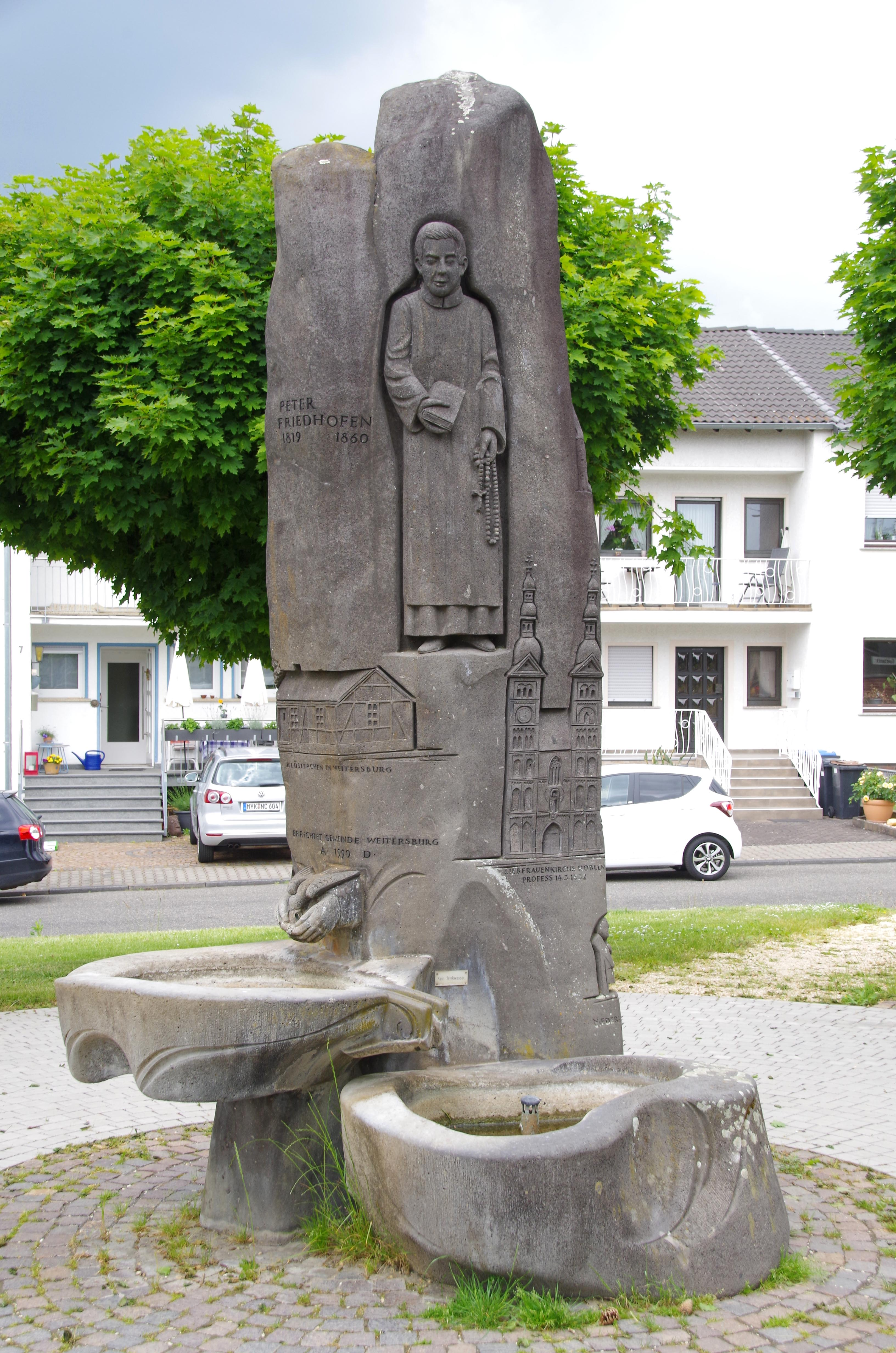
Peter-Friedhofen-Denkmal

- Standort des Geburtshauses von Peter Friedhofen
- Johann-Wolfgang von Goethe Denkmal
- Siehe auch Liste der Kulturdenkmäler in Weitersburg

## Persönlichkeiten
- Weitersburg ist der Geburtsort von Peter Friedhofen, dem Gründer der Kongregation der Barmherzigen Brüder von Maria Hilf.
- Von 1987 bis 1990 war der heutige Trierer Weihbischof Jörg Michael Peters Kaplan in Bendorf St. Medard und Weitersburg St. Marien.
- Jutta Nardenbach (1968–2018), ehemalige Fußballspielerin der deutschen Nationalmannschaft (1989 und 1991 Europameisterin).

## Wirtschaft und Infrastruktur

### Öffentliche Einrichtungen
Weitersburg verfügt über eine Mehrzweckhalle, eine Grundschule, einen katholischen Kindergarten sowie eine Sport- und Freizeitanlage mit einem Kunstrasenplatz.

### Verkehr
- Südwestlich der Gemeinde verläuft die B 42, die von Koblenz nach Bonn führt.
- Die A 48 mit der Anschlussstelle Bendorf/Neuwied (AS 11) liegt drei Kilometer entfernt.
- Der nächstgelegene Bahnhof befindet sich in der Stadt Vallendar
- Es besteht eine stündliche Busanbindung nach Bendorf, Vallendar, Höhr-Grenzhausen und Koblenz.